# Ludwik Gawrych

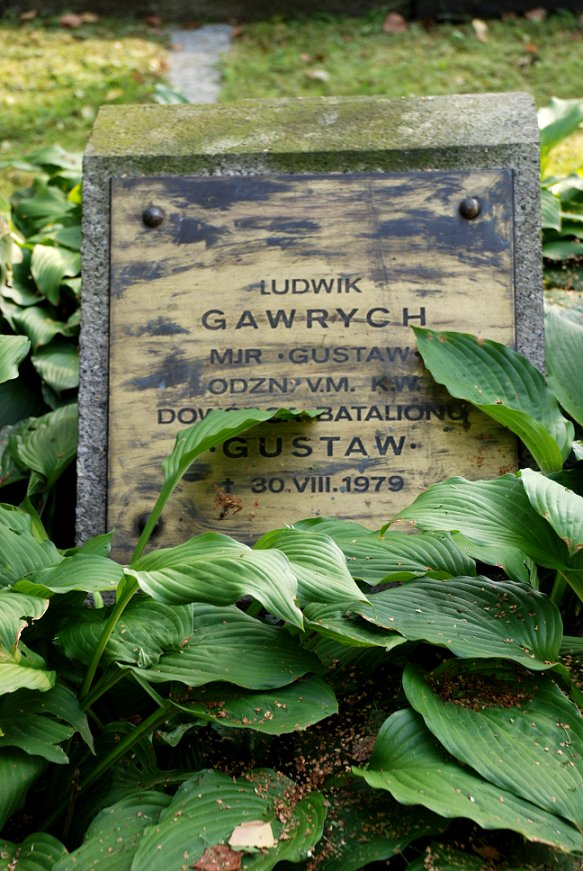
Grób na Powązkach Wojskowych

Ludwik Gawrych ps. Gustaw, 1944 (ur. 23 sierpnia 1907 w Pyszczynie, zm. 30 sierpnia 1979 w Warszawie) – major Armii Krajowej, członek Narodowej Organizacji Wojskowej i Armii Krajowej. W powstaniu warszawskim dowódca batalionu „Gustaw”.

## Życiorys
Urodził się 23 sierpnia 1907 w Pyszczynie. W 1929, po ukończeniu gimnazjum w Pyzdrach, wstąpił do Szkoły Podchorążych Piechoty w Ostrowi Mazowieckiej. 7 sierpnia 1932 prezydent RP mianował go podporucznikiem ze starszeństwem z 15 sierpnia 1932 i 3. lokatą w korpusie oficerów piechoty, a minister spraw wojskowych wcielił do 58 pułku piechoty w Poznaniu na stanowisko dowódcy plutonu z dniem 1 września 1932. 1 marca 1935 prezydent RP nadał mu z dniem 1 stycznia 1935 stopień porucznika w korpusie oficerów piechoty i 38. lokatą. W marcu 1939 pełnił służbę na stanowisku dowódcy 9. kompanii 58 pp.
W szeregach 58 pułku piechoty walczył w czasie niemieckiej agresji na Polskę w 1939 jako II adiutant pułku. Po walkach pod Kutnem i Puszczy Kampinoskiej wzięty do niewoli. Uciekł w trakcie transportu do oflagu i wrócił do Poznania.
Przystąpił do konspiracji w ramach organizacji Wojskowej Organizacji Ziem Zachodnich. Po rozbiciu organizacji w 1940, ukrywał się w Warszawie i Krakowie. Od września 1942 był członkiem Narodowej Organizacji Wojskowej. Początkowo dowódca plutonu, następnie batalionu i szkoły podchorążych NOW. W sierpniu 1943 został zastępcą szefa Wydziału Operacyjnego Komendy Okręgu stołecznego AK/NOW. W listopadzie 1943, w związku z reorganizacją Zgrupowania AK/NOW „Stolica”, objął dowództwo batalionu 1427, który od jego pseudonimu przyjął kryptonim „Gustaw”. Batalion stanowił II Zgrupowanie w Rejonie I Obwodu Śródmieście AK. W 1944 został awansowany do stopnia kapitana.
W czasie powstania warszawskiego dowodził batalionem „Gustaw” w rejonie Starego Miasta w Zgrupowaniu „Róg” w ramach Grupy AK „Północ”. Był ranny 3 sierpnia podczas ataku na bramę getta przy ul. Żelaznej.
Po ewakuacji do Śródmieścia, objął dowództwo połączonych batalionów „Gustaw” i „Harnaś”. 31 sierpnia 1944 doszło do tzw. buntu „Gustawa”. Wobec klęski planów dowództwa powstańczego przebicia sił powstańczych ze Starego Miasta do Śródmieścia, olbrzymich strat powstańców oraz praktycznego wyczerpania się amunicji, część oddziałów powstańczych zaczęła porzucać broń i rozchodzić się. Podpułkownik Błaszczak dowódca zgrupowania „Róg” walczącego na Starym Mieście zarzucił mjr. Gawrychowi, że wobec bezładnej ewakuacji ze Starego Miasta jego żołnierze samowolnie opuścili stanowiska bojowe. Prawdopodobnie Gawrych rzeczywiście, bez rozkazu przełożonych,  dla ratowania swoich ludzi ściągnął ich w okolice włazów, którymi miała następować ewakuacja, zostawiając jednak silną grupę  osłonową. Z powodu pogorszenia zdrowia od 6 września w szpitalu. 18 września został awansowany do stopnia majora.
Po wojnie pracował zawodowo w wielkopolskiej służbie zdrowia i społecznie w ZHP. Zmarł 30 sierpnia 1979. Pochowany na Powązkach Wojskowych (kwatera B24, rząd 9, grób 3).

## Ordery i odznaczenia
- Krzyż Srebrny Orderu Wojskowego Virtuti Militari[6]
- Krzyż Walecznych[6]
- Krzyż Kawalerski szwedzkiego Orderu Miecza – 1938[9]